# Huéscar
Huéscar è un comune spagnolo di 8 236 abitanti situato nella comunità autonoma dell'Andalusia.
Ospita le sorgenti del fiume Guardal.